# Kópavogur
Kópavogur je drugi po veličini grad u regiji Höfuðborgarsvæðið na jugozapadnom Islandu. Prema podacima iz 2020. grad ima 37.959 stanovnika.

## Poznate osobe
- Björk, (* 1966. -), pjevačica
- Einar Heimisson (* 1966. - † 1998.), književnik
- Emilíana Torrini (Emilíana Torrini Davíðsdóttir; * 1977.), pjevačica

## Vanjske poveznice
- Službene stranice